# Fifi z Květíkova
Fifi z Květíkova (původní název v angličtině: Fifi and the Flowertots) je britský animovaný televizní seriál z roku 2005. Vytvořil ho Keith Chapman (autor Bořka stavitele a Tlapkové patroly) a produkoval Chapman Entertainment a Cosgrove Hall Films. Česká verze byla vysílána na Minimaxu.

## České znění
- Fifi – Miroslava Součková
- Bodik – Pavel Šrom
- Čmelda – Martin Sobotka
- Slimša – Zdeněk Mahdal
- Pecka – Jiří Balcárek
- Zpívá: Jana Mařasová
- Režie: Jiří Balcárek

České znění pro Animax / Minimax ve studiu Pro-Time vyrobila CABO s. r. o., 2007.